# Gotico Angioiano
Gotico Angioiano je gotički stil arhitekture koji se može naći u južnoj Italiji. Ime je dobio po kapetskoj kući Anjou i bio je stil Kraljevstva Sicilije od 1266. i Kraljevstva Napulja od 1302. Ne smije se brkati s anžuvinskom gotikom zapadne Francuske. Kapetska kuća Anžuvinaca započela je s Karlom I. Anžuvincem, kojemu je njegov brat, Luj IX od Francuske, dao grofoviju Anžuvinac u posjed. Papa Klement IV. dao mu je Kraljevstvo Sicilije kao feud, jer su pape željele okončati vladavinu Hohenstaufena u Italiji i presjeći spojeve između Svetog Rimskog Carstva i Sicilije. Uspostavljajući svoju vlast u Napulju, doveo je sa sobom veliki broj dvorjana i stručnjaka.
Stoga je arhitektonski stil koji se razvio pod njegovom vladavinom bio kombinacija utjecaja francuske krune oko Pariza i talijanske tradicije.
Među primjerima ovog stila su katedrala u Luceri u Apuliji i crkva Santa Maria a Marciano u općini Piana di Monte Verna u Kampaniji . Napulj ima brojne crkve izgrađene u Gotico Angioiano. Jedan od njih, San Lorenzo Maggiore, sastoji se od kora i ambulatorija s rebrastim svodovima u "pariškom" gotičkom stilu, te transeptom i brodom sa šiljastim lukovima, ali otvorenim pogledom na drvenariju krova, kako je to često u talijanskoj arhitekturi.

## Galerija
- Katedrala u Luceri, najjužnija gotička crkva od opeke kontinentalne Italije
- Katedrala u Luceri, apsida s krovnim svodom
- San Lorenzo Maggiore, lađa otvorena prema drvenoj konstrukciji krova
- San Lorenzo Maggiore, ambulatorij i kor s rebrastim svodovima

## Vanjske poveznice
|  | Zajednički poslužitelj ima još gradiva o temi Gotico Angioiano |

- Treccani (ozbiljna talijanska enciklopedija) : Opis pridjeva "angioiano" i njegova primjena na gotički stil (na talijanskom)
- Historia Regni: Il gotico alla corte angioina di Napoli (na talijanskom)
- Puglia.com, Cattedrale di Lucera, duomo dedicato a Santa Maria Assunta – opis ove građevine kao primjera "stile gotico-angioiano" (na talijanskom)